# Daré Nibombé
Daré Nibombé   (Lomé, 16 de juny de 1980) és un exfutbolista togolès de la dècada de 2000.
Fou internacional amb la selecció de futbol de Togo amb la qual participà a la Copa del Món de futbol de 2006. Pel que fa a clubs, destacà a RAEC Mons i Politehnica Timişoara.
Posteriorment ha estat entrenador a clubs com SC Paturages, Francs Borains i Tubize.